# Richard O’Donoghue

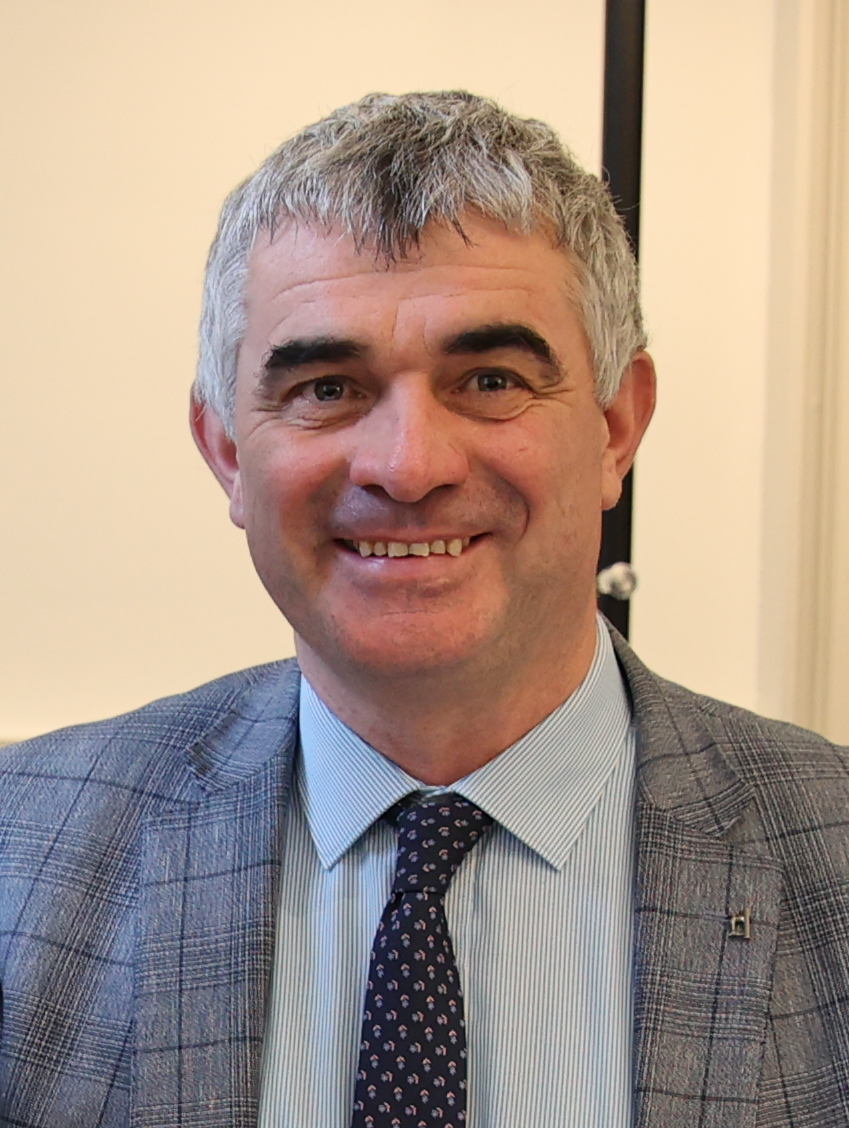
Richard O’Donoghue (2024)

Richard O’Donoghue (* 1970 oder 1971) ist ein irischer Politiker und Generalsekretär von Independent Ireland.

## Leben
Richard O’Donoghue ist ein selbstständiger Bauunternehmer. Er versuchte erstmals 2009 in der Kommunalverwaltung für Kilmallock einen Sitz zu erhalten. Erstmals 2014 wurde er in den Limerick County Council gewählt. Bis 14. Dezember 2015 war er Mitglied der Fianna Fáil. O’Donoghue trat als unabhängiger Kandidat („Independent“)  bei den  Wahlen zum Dáil Éireann 2016 für den Wahlkreis Limerick an, wurde aber jedoch nicht gewählt. Bei den Wahlen 2020 wurde er dann erstmals in den Dáil Éireann gewählt.
Während der COVID-Pandemie äußerte er sich sehr widersprüchlich zur Impfkampagne.
Am 8. November 2023 gründete er gemeinsam mit Michael Collins die politische Partei Independent Ireland.

## Privates
Richard O’Donoghue hat mit seiner Frau Kay vier Kinder und lebt in Granagh.